# Eudorylaimus humilis
Eudorylaimus humilis är en rundmaskart. Eudorylaimus humilis ingår i släktet Eudorylaimus, och familjen Qudsianematidae. Arten är reproducerande i Sverige.